# The Laundryman's Mistake
The Laundryman's Mistake è un cortometraggio muto del 1910 diretto da Frank Wilson.

## Trama
Per un errore del lavandaio, viene consegnata a una moglie la biancheria sbagliata, provocando la gelosia della donna.

## Produzione
Il film fu prodotto dalla Hepworth.

## Distribuzione
Distribuito dalla Hepworth, il film - un cortometraggio di 91,4 metri - uscì nelle sale cinematografiche britanniche nel novembre 1910.
Si conoscono pochi dati del film che, prodotto dalla Hepworth, fu distrutto nel 1924 dallo stesso produttore, Cecil M. Hepworth. Fallito, in gravissime difficoltà finanziarie, il produttore pensò in questo modo di poter almeno recuperare il nitrato d'argento della pellicola.